# Amore in otto lezioni
Amore in otto lezioni (Gold Diggers of 1937) è un film del 1936 diretto da Lloyd Bacon. Il coreografo Busby Berkeley fu candidato all'Oscar.

## Trama
J.J. Hobart è un produttore teatrale anziano e ipocondriaco, costantemente convinto di essere prossimo alla morte ma che progetta una nuova e ambiziosa rivista musicale. Tuttavia, i suoi soci Morty Wethered e Tom Hugo, a sua insaputa, hanno già dilapidato tutti i fondi della produzione in speculazioni di borsa fallimentari. Per recuperare il denaro, ideano insieme all’ex ballerina di fila Genevieve “Gen” Larkin un piano rischioso: stipulare una polizza sulla vita di J.J. del valore di un milione di dollari.
Grazie alla complicità di Norma Perry, amica di Genevieve ed ex collega ora impiegata in un’agenzia assicurativa, i tre riescono a coinvolgere l’agente Rosmer “Rossi” Peek nella stipula della polizza. Una volta scoperta l’età reale di J.J., il capo di Rossi, Andy Callahan, teme che l’uomo possa fallire la visita medica e far saltare l’affare. Inaspettatamente, J.J. supera brillantemente l’esame e, contrariamente alle previsioni, sembra ringiovanire di giorno in giorno. Mentre J.J. prosegue ignaro nei preparativi della sua produzione teatrale, Morty e Tom, desiderosi di incassare l’assicurazione, tentano invano di accelerarne la dipartita. Su loro pressione, Genevieve prova a sedurlo, ma finisce per provare veri sentimenti per lui. Intanto Rossi, insospettito, indaga e scopre le reali motivazioni dietro la polizza. Comprendendo il rischio che J.J. possa crollare fisicamente e moralmente scoprendo di essere al verde, Rossi convince Callahan a investire direttamente nella produzione, salvaguardando così la salute del produttore e il futuro dello spettacolo.
Tra intrighi, manovre finanziarie e sentimenti inattesi, la preparazione dello show prosegue, mentre le relazioni personali cominciano a intrecciarsi in modi imprevisti.